# Jason Acuña
Jason Shannon Acuña (Pisa, Italia; 16 de mayo de 1973), más conocido por el pseudónimo Wee-Man, es un presentador de televisión y actor estadounidense nacido en Italia, posee ascendencia española, mexicana y alemana. Es uno de los protagonistas de Jackass de MTV y presentador del programa de skateboarding NESN 54321. Acuña tiene acondroplasia, una forma de enanismo, por lo que mide 1,23 m de altura. También es un skater profesional. Creció en Torrance, California.
Apareció en la primera temporada de la NBC Celebrity Circus. En la cuarta semana de la competencia, se convirtió en el primer concursante que recibió una puntuación perfecta (una media de 10 puntos). Acuña terminó la temporada en tercer lugar.